# 矢島せい子
矢島 せい子（やじま せいこ、1903年4月6日 - 1988年1月24日）は、日本の社会福祉運動家・民俗学者。障害者の生活と権利を守る全国連絡協議会初代会長、ヘレン・ケラー賞受賞者。

## 人物・来歴
1903年（明治36年）4月6日、東京府東京市浅草区（現在の東京都台東区浅草）に歌舞伎作者・竹芝伝蔵（本名・加藤伝太郎）の娘・加藤せい子として生まれる。弟に俳優の四代目澤村國太郎、加東大介、妹に女優の沢村貞子がいる。幼くして叔母の石井家に養女に出され、弟妹たちとは異なる生活を送る。
旧制・佐藤高等女学校（現在の女子美術大学付属高等学校）を卒業し、日本女子大学家政科に入学する。1922年（大正11年）、同学を中退した。1923年（大正12年）9月1日の関東大震災に被災し、栃木県に疎開する。同地で旧制小学校の代用教員を務め、翌年、小学校本科教員の資格を取得、1925年（大正14年）に旧制・浅草小学校（現在の台東区立浅草小学校）に転勤する。
1926年（大正15年）8月、旧制・東京帝国大学（現在の東京大学）に勤務する科学史家の矢島祐利と結婚、同年12月、浅草小学校を退職する。文夫、敬二、まさ子、敏彦の4児をもうける。1937年（昭和12年）、まさ子、敏彦が疫痢を患い、まさ子が亡くなる。
1941年（昭和16年）、夫が旧制・京城帝国大学（現在のソウル大学校）教授に就任して、日本統治時代の朝鮮の京畿道京城府（現在のソウル特別市）に滞在する。翌年、京城幼児生活団の活動を始める。
第二次世界大戦終結後、帰国して、夫は進駐軍の経済科学局に勤務する。1948年（昭和23年）、夫が東京物理学校（現在の東京理科大学）教授に就任している。1952年（昭和27年）、「日本子どもを守る会」が結成されこれに参加する。
1953年（昭和28年）、夫との共著『家事と雑用』を岩波書店から上梓する。1967年（昭和42年）、「障害者の生活と権利を守る全国連絡協議会」を結成、初代会長に就任する。「日本子どもを守る会」副会長にも就任、障害者や児童の福祉に尽くした。1977年（昭和52年）、ヘレン・ケラー賞を受賞した。
1988年（昭和63年）1月24日、死去。84歳没。墓所は市川市霊園。没後に回想録が多く出版された。夫の祐利は1995年に没した。子息の文夫はオリエント学者で京都産業大学、宮城学院女子大学教授を歴任、敬二は東京理科大学教授、敏彦（1994年没）は埼玉大学教授となった。

## 主な著作
国立国会図書館蔵書。
- 『家事と雑用』、共著矢島祐利、岩波婦人叢書、岩波書店、1953年
- 『矢島せい子のくらしの歳時記』、労働教育センター、1979年8月
- 『わたしの思い出』、ドメス出版、1988年1月
- 『日本の食べものよもやま話』、労働教育センター、1988年5月 ISBN 4845000237
- 『矢島せい子の足跡』、共著矢島祐利、ドメス出版、1989年1月
- 『あらくさの花』、共著矢島祐利、ドメス出版、1989年12月

## 論文
- 国立情報学研究所収録論文 国立情報学研究所.2010.05.17閲覧。

## 註
1. ↑  矢島せい子 略歴と主な著書、JCN市川、2011年5月29日閲覧。
2. 1 2 3 4 5 6 7 8 9 10 11  矢島せい子、『講談社 日本人名大辞典』、講談社、コトバンク、2009年11月23日閲覧。
3. 1 2 3 4 5 6 7 8 9 10 11 12 13 14  矢島せい子年譜、うずら文庫、矢島敬二、2009年11月23日閲覧。
4. 1 2  矢島祐利、『講談社 日本人名大辞典』、講談社、コトバンク、2009年11月23日閲覧。
5. ↑  OPAC NDL 検索結果、国立国会図書館、2009年11月23日閲覧。